# Флорентинска литература

## Основни представители
Най-известният флорентински писател на времето със сигурност е Данте Алигиери (1265 – 1321), наричан „баща на италианския език“. Сред първите му произведения са „Нов живот“, чиято тема е любовта, която поетът изпитва към Беатриче. Най-известната му творба е „Божествена комедия“, която поетът създава между 1306 и 1321 г. Поемата, разделена на три части, разказва за пътуването на Данте през Ада, Чистилището и Рая, придружен първо от Вергилий и след това от Беатриче.
Важни представители на Долче стил нуово известен също като Стилновизъм, са поетите Лапо Джани (? – XIII-XIV век) и Гуидо Кавалканти (ок. 1258 – 1300). Това е важно италианско поетично течение, което се развива между 1280 и 1310 г., първо в Болоня благодарение на своя инициатор, смятан за Гуидо Гуиницели, но след това се премества във Флоренция където се развива най-много. То повлиява част от италианската поезия до Франческо Петрарка.
Джовани Бокачо (1313 – 1375) изпитва същата ентусиазирана любов към Античността и същото преклонение пред новата италианска литература като Петрарка. Той е първият, който прави латински превод на „Илиада“, а през 1375 г. и на „Одисея“. Той не изобретява октавната строфа, но е първият, който я използва в произведение с дължина и художествени качества в неговата Teseide – най-старата италианска романтична поема. Става известен главно с „Декамерон“ – сборник от сто новели, свързани от група мъже и жени, които се оттеглят във вила близо до Флоренция, за да избягат от чумната епидемия през 1348 г. Писането на новели, толкова изобилно през предходните векове, особено във Франция, сега за първи път приема художествена форма. Стилът на Бокачо клони към имитация на латински, но при него прозата първо приема формата на развито изкуство. Освен това в „Декамерон“ той очертава характера и наблюдава страстите. В това се крие неговата новост.
Ренесансовият хуманизъм се развива през XIV и началото на XV век и е отговор на предизвикателството на средновековното схоластично образование, наблягайки на практическите, допрофесионалните и научните изследвания. Схоластиката се фокусира върху подготовката на мъжете да бъдат лекари, адвокати или професионални теолози и се преподава от одобрени учебници по логика, естествена философия, медицина, право и теология. Основни центрове на Хуманизма са Флоренция и Неапол. В Италия хуманистичната образователна програма печели бърз прием и до средата на XV век много от членовете на висшите класи получават хуманитарно образование.
Един от най-големите представители на Хуманизма в областта на литературата е архитектът, математик и лингвист Леон Батиста Алберти (1404 – 1472). Между 1433 и 1441 г. се посвещава на основното си литературно произведение „Трактат за семейството“. Написан на народен език, трактатът се фокусира върху анализирането на всички аспекти на семейния живот, от брака до икономическото управление на дома, до образованието на децата.
Влиянието на Флоренция върху Ренесанса е особено видимо при Козимо де Медичи Стари (1389 – 1464) и Лоренцо де Медичи Великолепни (1492 – 1492).[93] Мисленето на Лоренцо Великолепни е формирано от древните: той учи при гърка Йоан Аргиропул, посещава платонови дискусии, събира кодекси, скулптури, вази, картини, скъпоценни камъни и рисунки, за да украси градините на Сан Марко и създава Библиотека Лауренциана. Той живее изцяло в класическия свят, но ако четем собствените му стихове, виждаме човек на своето време, почитател на Данте и на старите тоскански поети, който черпи вдъхновение от популярната муза. Като поет той успява да предаде и най-ясно изразения реализъм, и най-възвишения идеализъм, като преминава от платоновия сонет към страстните триоли на Amori di Venere, от грандиозността на Salve до Nencia до Beoni, от Canto carnascialesco до lauda.
Анджело Полициано (1454 – 1494) обединява още по-изкусно античния и модерния, класическия и популярния стил. В неговите Rispetti и Ballate свежестта на образите и пластичността на формата са неподражаеми. Почитател на Древна Гърция, той пише италиански стихове с ослепителни цветове; най-чистата елегантност на гръцките източници прониква в неговото изкуство във всичките му разновидности, както в Orfeo, така и в Stanze per la giostra.
Италия все още няма истинска епична поезия, но има много поеми, наречени кантари, защото съдържат истории, които се пеят на хората, и освен това има романтични поеми, като Buovo d'Antona, Regina Ancroia и др. Но първият, който въвежда живот в този стил, е Луиджи Пулчи (1432 – 1484), който израства в дома на Медичите и който написва Morgante Maggiore по молба на Лукреция Торнабуони, майка на Лоренцо де Медичи. Материалът на Морганте е почти изцяло взет от неясна рицарска поема от XV век, преоткрита от Пио Райна през XX век. Пулчи издига своя собствена структура, често превръщайки темата в присмех, изкривявайки героите, въвеждайки много отклонения, ту капризни, ту научни, ту теологични. Той издига романтичния епос в произведение на изкуството и обединява сериозното и комичното.
Николо Макиавели (1469 – 1527) и Франческо Гуичардини (1483 – 1540) са главните създатели на историографията, основана на наблюдението. Основните произведения на Макиавели са „История на Флоренция“, „Беседи върху първите десет глави на Тит Ливий“, „Изкуството на войната“ и „Владетелят“. Неговата заслуга се състои в това, че подчертава експерименталната страна на изследването на политическото действие, като наблюдава факти, изучава истории и извлича принципи от тях. Неговата история понякога е неточна във фактите; това е по-скоро политическо, отколкото историческо произведение. Особеността на гения на Макиавели се крие в неговото артистично усещане за третиране и обсъждане на политиката сама по себе си и за себе си, без оглед на непосредствената цел в способността му да се абстрахира от частичните прояви на преходното настояще, в заповяда по-задълбочено да притежава вечното и вродено царство и да го постави в подчинение на себе си. До него и като историк, и като държавник идва Гуичардини. Той е много наблюдателен и се опита да сведе наблюденията си до наука. Неговата „История на Италия“, която се простира от смъртта на Лоренцо де Медичи до 1534 г., е пълна с политическа мъдрост, подредена е умело в своите части, дава жива картина на характера на хората, за които се отнася, и е написана в грандиозен стил. Той проявява дълбоко познаване на човешкото сърце, обрисува правдиво темперамента, способностите и навиците на различните европейски народи. Връщайки се към причините за събитията, той търси обяснението на разнопосочните интереси на принцовете и на тяхната взаимна ревност.
През XVII век Галилео Галилей (1564 – 1642) – една от водещите фигури в историята на науката и италианската литература, живее и преподава във Флоренция с пълната подкрепа на семейство Медичи: Козимо II, велик херцог на Флоренция от 1609 до 1621 г. кани учения във Флоренция, където той може да продължи да подкрепя идеите си далеч от намесата на Църквата. Галилей илюстрира своите теории и открития в "Saggiatore" (1623) и в известния „Диалог за двете главни системи в света“ (1632). През 1633 г. той е принуден да се откаже от Теорията на Коперник, според която Земята се върти около Слънцето, и е осъден на затвор за неопределен период от време.
Франческо Реди (1626 – 1698) е друг изтъкнат тоскански учен, който се посвещава на литературата. Личен лекар на Козимо III, той написва поемата „Бакх в Тоскана" (1685 г.) и също се посвещава на изучаването на лингвистиката.
От 1776 г. до смъртта му Флоренция е домакин и на Виторио Алфиери (1749 - 1803). Подобно на Алесандро Манцони по-късно Алфиери идва във Флоренция, за да усъвършенства италианския си език. Всъщност дотогава писателят от Пиемонт пише произведенията си на френски. Сред произведенията, написани във Флоренция, са „Саул" (1783), „Антигона" (1776) и „Агамемнон" (1783).
Карло Колоди (псевдоним на Карло Лоренцини) (1826 – 1890) – писател, хуморист и журналист, той е най-известен с романа си „Приключенията на Пинокио“, с който след публикуването му през 1883 г. пленява сърцата на цели поколения италиански деца (а впоследствие и на деца по целия свят). Учи в семинарията в Коле ди Вал д'Елса от 1837 до 1842 г., където се вдъхновява за своята прочута дървена кукла, която мечтае да стане истинско момче. Разочарован от италианската политика, той се насочва към детската литература, като първо превежда някои френски приказки на италиански, а след това се посвещава на създаването на произведения като Giannettino през 1876 г. – педагогическа поредица, изследваща обединението на Италия. Неговият шедьовър „Приключенията на Пинокио“ е публикуван в епизоди от 1881 до 1883 г. в периодичното издание Giornale per i Bambini и е една от най-успешните детски книги в света.
Флоренция винаги е била много гостоприемна към италианските и чуждестранните художници и писатели. Сред тези, които са отседнали там, е Габриеле Д'Анунцио, живял във Вила Ла Капончина от 1898 до 1909 г.
През 20-те и 30-те години на XX век във Флоренция процъфтяват множество литературни списания. Едно от най-известните несъмнено е „Салария“, което започва да излиза през 1926 г. и след това затваря през 1934 г. С идването на фашисткия режим много от литературните списания са подложени на цензура и поради това са принудени да бъдат затворени.
Сред писателите и поетите на XX-XXI век изпъкват:
- Васко Пратолини (1913 – 1991) – една от водещите фигури на флорентинската и италианската литература от XX век. Прочута е трилогията му „Италианска история“, която включва „Метело“, „Lo sialo“ и „Allegoria e derisione“. В творбите му житейските истории на флорентинците от работническата класа се преплитат с анализа на политическото и социалното положение на Флоренция в следвоенния период и фашисткия период.
- Марио Луци (1914 – 2005) – последният голям представител на флорентинската литературна традиция и един от най-големите съвременни италиански поети. В знак на почит към литературната му кариера тогавашният президент на републиката Карло Адзельо Чампи го номинира за пожизнен сенатор през 2004 г.

- Пиетро Читати (1930 – 2022) – писател, журналист, биограф, есеист и литературен критик. Многостранен писател, той успешно се впуска в нехудожествена и литературна биография на велики писатели като Алесандро Манцони, Франц Кафка, Йохан Волфганг фон Гьоте, Лев Толстой, Катрин Мансфийлд, Джакомо Леопарди,Марсел Пруст и др. Няколко от страниците му са посветени и на митовете на древните народи и на Гърция (преди всичко на Омир), на религиозни и философски доктрини като Херметизма.
- Дача Мараини (1936) – писателка, поетеса и есеистка. Носителка е на много литературни награди. Творбите ѝ засягат много деликатни теми, като например насилието над деца. В автобиографичния ,Корабът за Кобе" (2001) разказва за периода, през който семейството ѝ е живяло в японски концентрационен лагер.